# Ón-tellurid
Az ón-tellurid egy ónból és telluridból álló kémiai vegyület, képlete SnTe. Félfém, ólommal alkotott ötvözetét (ólom-ón-tellurid) infravörös fényt detektáló anyagként alkalmazzák.
Rendes körülmények között p típusú félvezető, alacsony hőmérsékleten szupravezető.
Az SnTe termoelektromos anyag. Elméleti számítások szerint n típusú teljesítménye különösen jó lehet.

## Fordítás
Ez a szócikk részben vagy egészben  a   Tin telluride című angol Wikipédia-szócikk ezen változatának fordításán alapul.  Az eredeti cikk szerkesztőit annak laptörténete sorolja fel. Ez a jelzés csupán a megfogalmazás eredetét és a szerzői jogokat jelzi, nem szolgál a cikkben szereplő információk forrásmegjelöléseként.